# Tirs (Niki de Saint Phalle)
Tir est un tableau exécuté par Niki de Saint Phalle en 1961. Il s'inscrit dans la série des Tirs, un ensemble de tableaux-performances  « à la carabine » sa technique de prédilection était la carabine où l'artiste utilise la même démarche : elle prépare soigneusement des compositions faites de matériaux et d'objets divers, le plus souvent entièrement recouverts de peinture blanche, sur lesquels se répand la couleur contenue dans des poches percées par les balles tirées à l'arme de chasse. Le tableau Tir a été présenté pour la première fois en 1961 à la galerie J  à Paris dans une exposition intitulée :  Feu à volonté. Ce jour-là les artistes qu'elle avait invités à faire saigner la peinture, impasse Ronsin, sur des tableaux qu'elle leur avait préparés, étaient présents à l'exposition notamment : Jasper Johns, Robert Rauschenberg, Jean Tinguely et d'autres.
Ces tirs, qui la rendent célèbre au niveau international dès 1960, ont été longtemps ignorés du grand public en France, et oubliés ensuite. Ils ont été redécouverts lors de l'exposition à la Galerie J de 2013 intitulée En joue ! Assemblages et tirs 1958-1964, chaudement saluée par la critique, et par la rétrospective Niki de Saint Phalle au Grand Palais (Paris) en 2014-2015. La rétrospective se poursuit en 2015 au Musée Guggenheim de Bilbao jusqu'en juin 2015.

## Contexte
Niki de Saint Phalle a commencé ses Tirs en 1960 avec des fléchettes sur des tableaux-cibles, des Portraits of my lover portant encore les titres Hors-d'œuvre, peinture plâtre et objets divers sur bois 100 × 74 × 15 cm, collection particulière, Galerie Vallois, ou Saint-Sébastien peinture bois et objets divers 81,5 × 62,2 × 40 cm Sprengel Museum Hannover. Dans ces silhouettes, on peut reconnaître celle du père haï, qui l'a violée à l'âge de onze ans. Dans les Tirs qui vont suivre, Niki laisse éclater sa rage contre « Papa, tous les hommes, les petits, les grands, mon frère, la société, l'église, le couvent, l'école, ma famille, ma mère, moi-même (…). »  Après avoir « tiré tous azimuts », elle déclare : « Victime! Prêt! À vos marques! Feu! Rouge ! bleu ! jaune ! la peinture pleure, la peinture est morte. J'ai tué la peinture. Elle est ressuscitée. Guerre sans victime ! » Niki est en révolte contre le monde qui a généré des guerres, des massacres, le bombardement atomique d'Hiroshima, la guerre d'Algérie, contre, comme la présente Pontus Hultén « un monde secoué de convulsions violentes. »
Dans le mot Tirs Sarah Wilson rappelle qu'il y a aussi le mot tears (larmes) et que les Tirs (Tears) sont aussi l'expression d'une douleur d'un chagrin dont l'artiste se libère en joyeuse compagnie.

## L'aventure des Tirs
Les premiers Tirs  à la carabine ont commencé entre amis, à Paris le 12 février 1961, derrière l'impasse Ronsin. Ce sont des tableaux préparés fixés sur une planche, composés de morceaux de plâtre, de tiges contenant des œufs et des tomates, des berlingots de shampoing et des flacons d'encre. Niki est une tireuse d'élite, elle a appris à tirer avec son grand-père. Très vite, une deuxième séance de tir a lieu le 26 février. Ce jour là, sont présents : le poète américain John Ashbery, Gérard Deschamps, Raymond Hains, l'artiste américaine Shirley Goldfarb, Sabine Weiss, Hugh Weiss, le journaliste américain Jim Metcalf, Eva Aeppli. Ses performances "Tirs" vont très vite être accueillies dans plusieurs pays d'Europe du Nord et aux États-Unis, au Moderna Museet de Stockholm au Stedelijk Museum d Amsterdam, au MoMa.
L'année 1961 est annus mirabilis pour Niki. Les Tirs, nés de portraits-cibles connaissent un grand succès dans un milieu toutefois restreint : celui des nouveaux réalistes. Mais « les discours misogynes ouverts ou sous-entendus s'empressent d'enfermer l'artiste dans ce que l'on qualifierait aujourd'hui de people, et dès les années 1970 laissent entendre que c'est surtout Jean Tinguely l'artiste du couple. » Ce qui explique la confusion sur l'importance de l'art de Niki de Saint Phalle, étonnamment persistante jusqu'aux rétrospectives des années 2000. Et l'oubli relatif dans lequel étaient tombés, en France surtout, les Tirs", Niki de Saint Phalle restant connue surtout pour ses Nanas, jusqu'à la redécouverte des Tirs grâce à la rétrospective au Grand Palais de Paris en 2014-2015, puis celle au Musée Guggenheim de Bilbao en juin 2015. L'évènement de l'impasse Ronsin est encore attribué en sous-entendu à Jean Tinguely en 1988 : « Il y avait la peinture au pinceau, la peinture au couteau, plus près de nous l'action painting chère à Jackson Pollock (…) voici maintenant le tir à la carabine. Impasse Ronsin où vécu Brancusi, quatre artistes: Jean Tinguely, Robert Rauschenberg, Larry Rivers et Niki de Saint-Phalle ont tiré à la carabine sur un tableau préparé par cette dernière (…) Est-ce l'artiste suisse Tinguely l'initiateur de cet exercice de tir ?? Guillaume Tell, en tout cas, n'a qu'à bien se tenir. »
Cette année là, Rauschenberg est autorisé à organiser une fête dans les locaux de l'ambassade des États-Unis. C'est là que naît le Tir : Shooting painting american ambassy (Tir) où Niki avait préparé trois tableaux pour que les spectateurs puissent tirer dessus. Jean Tinguely a recouvert le sol d'une grande feuille de fer pour qu'il ne soit pas taché par la peinture.
En 1962, habillée en « soldat de l'armée napoléonienne » tenue blanche ajustée, bottes noires, Niki tire sur une Vénus de Milo de plâtre, bourrée de sachets de peinture rouge et noire. L'œuvre intitulée The Construction of Boston, peinture et plâtre sur structure métallique, 193 × 63,5 × 63,5 cm  appartient à un collectionneur privé. Mais les petits Tirs de l'impasse Ronsin prennent des proportions gigantesques lorsqu'ils sont transférés à Los Angeles, dans une ambiance de fête foraine qui a lieu le 4 mars 1962 sur un parking de Sunset Street sous l'égide de la galerie Ellin où Niki tire sur d'énormes compositions du haut d'une grande échelle, habillée de sa combinaison blanche et de ses bottes noires. L'évènement est présenté sur le blog du National Museum of Women in the Arts. Ensuite les performances se déroulent à Malibu. Ces Tirs très célèbres sont rapportés par Cécile Whiting dans son ouvrage Pop L.A-Art and the City in the 1960's et dans toutes les performances des Nouveaux Réalistes, Niki va faire l'ouverture de l'évènement avec ses Tirs.

## Quelques œuvres de la série
| Registre | Œuvre                                                                    | Date | Format | Dimensions (cm)        | Musée                                                                            | Ville                                          | Réf.                              |
| -------- | ------------------------------------------------------------------------ | ---- | --- | ---------------------- | -------------------------------------------------------------------------------- | ---------------------------------------------- | --------------------------------- |
|          | Long shot, second shooting session (Tir)                                 | 1961 | plâtre et peinture sur contreplaqué                                                                                     | 300 × 145 cm           | Musée d'Art moderne et d'Art contemporain de Nice, donation de l’artiste en 2001 | Nice                                           | [ 19 ]                            |
|          | Shooting painting american ambassy (Tir)                                 | 1961 | peinture, plâtre, chaussures, ficelles, siège en métal, hache, pistolet jouet, grillage, balle et objet divers sur bois | 244,8 × 65,7 × 21,9 cm | Museum of Modern Art,                                                            | New York                                       | Shooting american ambassy au MoMA |
|          | Tir de Jasper Johns                                                      | 1961 | peinture, plâtre, bois, métal, ciment                                                                                   | 119 × 59 × 26 cm       | Moderna Museet, donation de Pontus Hultén en 2005                                | Stockholm                                      | . Exemplaires de tirs             |
|          | Tir sur tige. Second shooting session                                    | 1961 | sacs plastiques remplis de peinture et fixés avec du métal sur une tige métallique montée sur socle                     | 155 × 30 × 13 cm       | Sprengel Museum Hannover, donation de l'artiste en 2000                          | Hanovre                                        | [ 20 ]                            |
|          | Grand Tir-Séance Stockholm                                               | 1961 | peinture, plâtre, plastique, corde, métal                                                                               | 258 × 155 cm           | Moderna Museet, donation de l'artiste en 1972                                    | Stockholm,                                     | [ 21 ]                            |
|          | Grand Tir-Séance galerie J                                               | 1961 | peinture, plâtre, et objets divers (grillage, ficelle, plastique)                                                       | 143 × 77 × 7 cm        | collection partiiculière                                                         | galerie Valois Paris Grand Tir à la Galerie J. | .                                 |
|          | Old master-Séance galerie J                                              | 1961 | peinture, plâtre, grillage dans un cadre ancien                                                                         | 42 × 48 cm             | collection particulière                                                          | NC                                             | [ 23 ]                            |
|          | The Construction of Boston (Tir), sculpture réplique de la Vénus de Milo | 1962 | peinture et plâtre sur structure métallique,                                                                            | 193 × 63,5 × 63,5 cm   | collection privée                                                                | NC                                             | .                                 |
|          | La Cathédrale rouge (Tir)                                                | 1962 | peinture, plâtre, grillage et objets divers sur bois                                                                    | 200 × 122 × 17 cm      | Musée d'Art moderne et d'Art contemporain de Nice, donation de l'artiste 2011    | Nice                                           | [ 24 ]                            |
|          | Pirodactyl over New York (Tir)                                           | 1962 | plâtre, peinture, objets divers sur deux panneaux de bois                                                               | 250 × 310 × 30 cm      | Musée Guggenheim de Abou Dabi                                                    | Abou Dabi (émirat)                             | [ 25 ]                            |
|          | La Sorcière rouge                                                        | 1962 | assemblage | 198 × 125 × 65 cm      | Niki Museum de Nasu (Tochigi)                                                    | Japon                                          | [ 26 ]                            |
|          | Kennedy-Khrouchtchev                                                     | 1962 | peinture grillage et objets divers sur bois                                                                             | 1 202 × 122,5 × 97 cm  | Sprengel Museum Hannover, donation de l'artiste en 2000                          | Hanovre                                        | [ 27 ]                            |
|          | La Cathédrale rouge (Tir)                                                | 1962 | peinture, plâtre, grillage et objets divers sur bois                                                                    | 200 × 122 × 17 cm      | Musée d'Art moderne et d'Art contemporain de Nice, donation de l'artiste en 2001 | Nice                                           | [ 24 ]                            |
|          | King Kong (Tir)                                                          | 1963 | peinture, plâtre et objets divers sur panneau en 5 parties                                                              | 276 × 611 × 47 cm      | Moderna Museet                                                                   | Stockholm                                      | .                                 |